# Alstom Prima H4
Az Alstom Prima H4, más néven Prima H4 vagy H4, az Alstom által fejlesztett és gyártott villamos-dízel tolatómozdony-sorozat, amely mind a fővonali, mind a nehéz tolatási feladatok ellátására alkalmas. A sorozat a Svájci Szövetségi Vasutaknál az SBB Aem 940 sorozatjelzést viseli.

## Történet
Az Alstom Prima H4 mozdonytípus kifejlesztésének alapját egy 2015-ben kihirdetett SBB-pályázat teremtette meg. Ennek keretében a társaság megújította a járműparkját, és több különböző tengelyelrendezésű, teljesítményű, tömegű és üzemeltetési környezetű mozdonyt szerzett be. Az Ablaufbergben nehéz tolatási feladatokat ellátó SBB Am 6/6 sorozatú mozdonyok 40 év szolgálat után elérték élettartamuk végét, így le kellett azokat cserélni. A Lausanne rendezőpályaudvaron használt, az 1990-es években gyártott Am 841 és az 1980-as években gyártott Ee 6/6 II mozdonyok szintén cserére szorultak.
Utóbbiak kiváltására a Svájci Szövetségi Vasutak 2015 novemberében 47 példány „H4 Bi-Mode Elektrisch” típusú mozdonyt rendelt az Alstomtól. Az első három példányt 2018-ban gyártották le az Alstom Neuhausen am Rheinfall-i üzemében, melyekkel kiterjedt tesztüzemeket végeztek, elsősorban az ETCS L2 vonatbefolyásoló rendszer és a kívánt üzemeltetési követelményeknek való megfelelőség biztosítása érdekében.
Az Alstom 2017-ben bejelentette, hogy a H4 platform fejlesztésébe továbbra is be fog fektetni, melyhez a francia Francia Környezetvédelmi és Energiagazdálkodási Ügynökségtől négymillió eurós támogatást kapott.

## Műszaki jellemzők
A Prima H3-hoz hasonlóan a Prima H4 mozdonyplatformján is soros hajtásláncot alkalmaztak, amely a hajtáskoncepció kialakításának és modularitásának alapjául szolgált. Ez a modularitás lehetővé teszi, hogy a járművet különböző külső környezeti feltételekhez és alkalmazási helyzetekhez alakítsák át. A hajtáslánc különböző rendszereinek kombinálásával a cél a dízelüzemanyag akár 50%-os megtakarítása, a környezetre káros kibocsátások 50%-os csökkentése és a jármű karbantartási költségeinek 15%-os csökkentése.
A mozdony 18 750 mm (738 in) hosszú, 2950 mm (116 in) széles és 4480 mm (176 in) magas, szolgálati tömege a ballasztolástól függően 84–90 t (83–89 angol tonna; 93–99 amerikai tonna), tengelyterhelése 21–22,5 t (20,7–22,1 angol tonna; 23,1–24,8 amerikai tonna), míg méterenkénti terhelése 4,48–4,8 t/m (1,34–1,44 angol tonna/ft).:13–14 A mozdony szolgálati tömege alapvetően 84 tonna, azonban a rendezőpályaudvarokon való tolatási műveletek ellátásához további 6 tonna acélnehezékkel szerelhető fel.:13 A H4-et kettő darab Caterpillar „C18” típusú soros, hathengeres dízelmotorral szerelték, melyeknek névleges összteljesítménye 1080 kilowatt (1470 PS),:23 vontatóteljesítménye 860 kW (1170 PS).:14 A típusba kétfokozatú hajtóművet szereltek, tolatófokozatban és rádiós távvezérlés esetében a legnagyobb megengedett sebessége 40 km/h (25 mph), míg vonali fokozatban 120 km/h (75 mph), kivéve a Svájci Szövetségi Vasutak a 90 tonnás mozdonyait, melyek végsebessége 60 km/h (37 mph) és még azokat hidegen vontatva sem lehet ezt meghaladni.:14 A mozdonyok két forgóvázban négy normál nyomtávolságú hajtott tengellyel vannak szerelve, ami Bo’Bo’ tengelyelrendezést eredményez. A keréktárcsák futókör-átmérője új állapotban 1000 mm (39 in), sugárban 40 mm (1,6 in) kopási tartalékkal rendelkeznek, így a legkisebb megengedett futókör-átmérőjük 920 mm (36 in).:14 A típus legkisebb bejárható pályaívsugara gépmenetben 80 m (260 ft), csatolva 100 m (330 ft).:13 A H4 tüzelőanyag-kapacitása 2000 l (440 imp gal; 530 US gal), kivéve az eredetileg SBB Aem 940 001–005 pályaszámon futó gépeket, melyeket 1500 literes (330 imp gal; 400 US gal) tartállyal szereltek.:15

## Üzemeltetők
A mozdonyokat vonali szolgálatra, gurítódombos tolatási műveletekre és pályaépítésre is használják. Az elektromos meghajtású járművek, amelyek nem bocsátanak ki gáznemű károsanyagot, alagutakban való közlekedésre is alkalmasak. Az első negyvenhét legyártott H4-mozdonyt a Svájci Szövetségi Vasutaknak szállították le. Az első öt mozdony kis mértékben eltér a többi példánytól, ezeket 2022-ben az Alstom visszavásárolta, majd később eladta azokat a Sersának. Ezen mozdonyok pótlására az Alstom további öt gépet gyártott az SBB-nek. Ezek közül az első példányt 2023 augusztásban, míg az utolsót 2024 májusában  adták át.

## Fordítás
- Ez a szócikk részben vagy egészben  az   Alstom Prima H4 című német Wikipédia-szócikk ezen változatának fordításán alapul.  Az eredeti cikk szerkesztőit annak laptörténete sorolja fel. Ez a jelzés csupán a megfogalmazás eredetét és a szerzői jogokat jelzi, nem szolgál a cikkben szereplő információk forrásmegjelöléseként.